# Germán Pezzella
Germán Alejo Pezzella (Bahía Blanca, 27 juni 1991) is een Argentijns voetballer die doorgaans als centrale verdediger speelt. Hij verruilde Real Betis in juli 2018 voor Fiorentina, dat hem in het voorgaande seizoen al huurde. Pezzella debuteerde in 2017 in het Argentijns voetbalelftal, waarmee hij in 2022 wereldkampioen werd.

## Clubcarrière

### River Plate
Pezzella speelde in de jeugd voor Kilómetro Cinco, Juventud Unida, Club Olimpo en River Plate. Op 7 december 2011 debuteerde hij in de Copa Argentina tegen CA Defensores de Belgrano. Op 2 maart 2012 maakte hij zijn competitiedebuut tegen Quilmes AC. Pezzella maakte zijn eerste competitietreffer voor River Plate op 2 september 2012 tegen CA Colón. Op 10 december 2014 was hij trefzeker in de finale van de Copa Sudamericana 2014 tegen Atlético Nacional. River Plate won met 2–0 van de Colombianen en won zo voor het eerst sinds zeventien jaar opnieuw een internationaal toernooi. In totaal maakte de rechtsachter vijf treffers in 69 competitieduels voor River Plate. 

### Real Betis
Op 10 juli 2015 tekende Pezzella een vijfjarig contract bij Real Betis, dat op dat moment net gepromoveerd was naar de Primera División. Hij veroverde direct een basisplaats en kwam tot 66 wedstrijden en vijf goals in twee seizoenen.

### Fiorentina
In het seizoen 2017/18 huurde Fiorentina Pezzella voor een jaar van Real Betis. Hij speelde dat seizoen bijna alle wedstrijden en werd daarom het seizoen erop voor 11 miljoen euro definitief binnen gehaald. Hij tekende voor vijf seizoenen in Florence. In het seizoen 2019/20 werd hij verkozen tot nieuwe aanvoerder van Fiorentina. Uiteindelijk was Pezzella vier jaar vaste basisspeler bij Fiorentina, waar hij tot 138 wedstrijden en zes goals kwam.

### Terug naar Betis
In het seizoen 2021/22 keerde Pezzella terug bij Real Betis, dat zich in de tussentijd had opgewerkt tot subtopper in Spanje. Daar maakte hij ook zijn debuut in de UEFA Europa League, waarin hij met Betis tot de achtste finale kwam. Ze werden uitgeschakeld door Eintracht Frankfurt, de uiteindelijk winnaar. 

### Terug naar River Plate
In augustus 2024 keerde Pezzella terug bij River Plate. 

## Clubstatistieken
| Seizoen         | Club            | Competitie       | Competitie | Competitie | Beker | Beker | Internationaal | Internationaal | Totaal | Totaal |
| Seizoen         | Club            | Competitie       | Wed.       | Dlp.       | Wed.  | Dlp.  | Wed.           | Dlp.           | Wed.   | Dlp.   |
| --------------- | --------------- | ---------------- | ---------- | ---------- | ----- | ----- | -------------- | -------------- | ------ | ------ |
| 2011/12         | River Plate     | Primera División | 1          | 0          | 5     | 0     | —              | —              | 6      | 0      |
| 2012/13         | River Plate     | Primera División | 10         | 1          | 5     | 0     | —              | —              | 15     | 1      |
| 2013/14         | River Plate     | Primera División | 14         | 0          | 2     | 0     | 8              | 2              | 24     | 2      |
| 2014/15         | River Plate     | Primera División | 17         | 1          | 0     | 0     | 6              | 0              | 23     | 1      |
| 2015/16         | Real Betis      | Primera División | 25         | 3          | 4     | 0     | 0              | 0              | 29     | 3      |
| 2016/17         | Real Betis      | Primera División | 36         | 1          | 1     | 0     | 0              | 0              | 36     | 1      |
| 2017/18         | → Fiorentina    | Serie A          | 34         | 1          | 1     | 0     | 0              | 0              | 35     | 1      |
| 2018/19         | Fiorentina      | Serie A          | 32         | 2          | 3     | 0     | 0              | 0              | 35     | 2      |
| 2019/20         | Fiorentina      | Serie A          | 33         | 3          | 1     | 0     | 0              | 0              | 34     | 3      |
| 2020/21         | Fiorentina      | Serie A          | 32         | 1          | 1     | 0     | 0              | 0              | 33     | 1      |
| 2021/22         | Fiorentina      | Serie A          | 0          | 0          | 1     | 0     | 0              | 0              | 1      | 0      |
| 2021/22         | Real Betis      | Primera División | 23         | 1          | 4     | 0     | 7              | 0              | 34     | 1      |
| 2022/23         | Real Betis      | Primera División | 12         | 0          | 4     | 0     | 0              | 0              | 16     | 0      |
| Carrière totaal | Carrière totaal | Carrière totaal  | 223        | 20         | 34    | 2     | 54             | 2              | 311    | 24     |

Bijgewerkt t/m 19 december 2022.

## Interlandcarrière
Pezzella speelde vijftien interlands voor Argentinië –20. In 2011 maakte hij twee doelpunten in vijf interlands voor Argentinië –23. Pezzella debuteerde op 11 november 2017 in het Argentijns voetbalelftal, in een met 0–1 gewonnen oefeninterland in en tegen Argentinië. Zijn eerste interlandgoal volgde op 11 oktober 2018. Hij maakte toen de 3–0 in een met 4–0 gewonnen oefeninterland tegen Irak. Pezzella maakte deel uit van de Argentijnse selectie op de Copa América 2019, zijn eerste grote eindtoernooi.

## Erelijst
| Competitie                  |             |             |
| Competitie                  | Aantal      | Jaren       |
| River Plate                 | River Plate | River Plate |
| --------------------------- | ----------- | ----------- |
| Copa Sudamericana           | 1x          | 2014        |
| Recopa Sudamericana         | 1x          | 2015        |
| Kampioen Primera División   | 1x          | 2013/14     |
| Kampioen Primera B Nacional | 1x          | 2011/12     |
| Real Betis                  |             |             |
| Copa del Rey                | 1x          | 2022        |

| Competitie                     | Winnaar    | Winnaar    | Runner-up  | Runner-up  | Derde      | Derde      |
| Competitie                     | Aantal     | Jaren      | Aantal     | Jaren      | Aantal     | Jaren      |
| Argentinië                     | Argentinië | Argentinië | Argentinië | Argentinië | Argentinië | Argentinië |
| ------------------------------ | ---------- | ---------- | ---------- | ---------- | ---------- | ---------- |
| FIFA-wereldkampioenschap       | 1x         | 2022       |            |            |            |            |
| Copa América                   | 2x         | 2021, 2024 |            |            | 1x         | 2019       |
| CONMEBOL–UEFA Cup of Champions | 1x         | 2022       |            |            |            |            |